# Ballylough

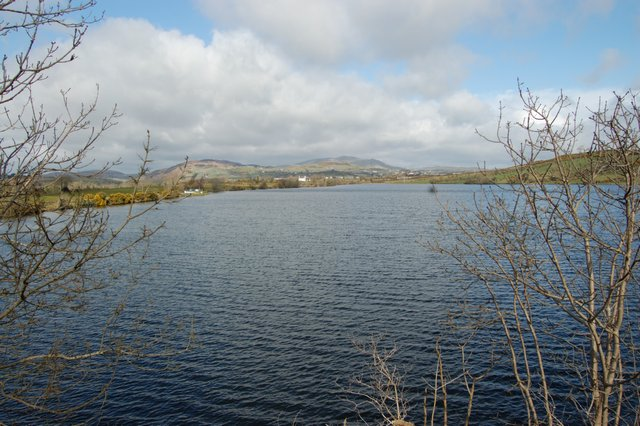
O lago de Ballylough

Ballylough (em irlandês:  Baile-an-locha) é uma vila e townland situada no Condado de Down,  Irlanda do Norte. Está aproximadamente a 5 quilômetros (3,1 mi) no sentido norte de Newcastle, a leste de Castlewellan e nordeste de Annsborough.
Está também ao lado do lago de Ballylough, popular para a pesca de Truta-arco-íris e sendo administrado por Castlewellan e Annsborough Angling Club.